# Édouard Piette
Édouard Piette, född 11 mars 1827, död 5 juni 1906, var en fransk paleontolog och arkeolog.
Piette studerade såväl juridik som naturvetenskap och började vid mitten av 1850-talet publicera sina iakttagelser angående Ardennernas geologiska och paleontologiska förhållanden. Omkring 1870 påbörjade han utgrävningar i Gourdan- och Lortetgrottorna i södra Frankrike, kännetecknade av noggrant iakttagande av alla lagringsförhållanden. Senare undersökte han ett antal megalitiska lämningar vid berget Epiaup och gravhögar vid Lannemezan. Han blev mest berömd för sina undersökningar av de paleolitiska grottorna vid Mas d'Azil och Brassempouy i Pyrenéerna. I den förra upptäckte han rika lämningar från en omedelbart efter rentiden följande period, delvis utfyllande det s.k. hiatus mellan paleolitisk och neolitisk tid. De talrika skulpturer och gravyrer från den äldre stenåldern, som han upptäckte, lade han delvis till grund för ett kronologiskt system. 
Bland Piettes talrika arbeten märks Études d’ethnographie préhistorique (innehållande uppsatser om den äldre stenålderns harpuner, om de odlade växterna under övergångsperioden mellan äldre och yngre stenålder, om de målade kiselstenarna i Mas d’Azil-grottan, om grävningarna vid Brassempouy, grottidens skrift m.m.), Les tertres funéraires d’Avezac-Prat, Hautes-Pyrénées (i samarbete med Sacaze), det stora verket L’art pendant l’âge du renne (1907).

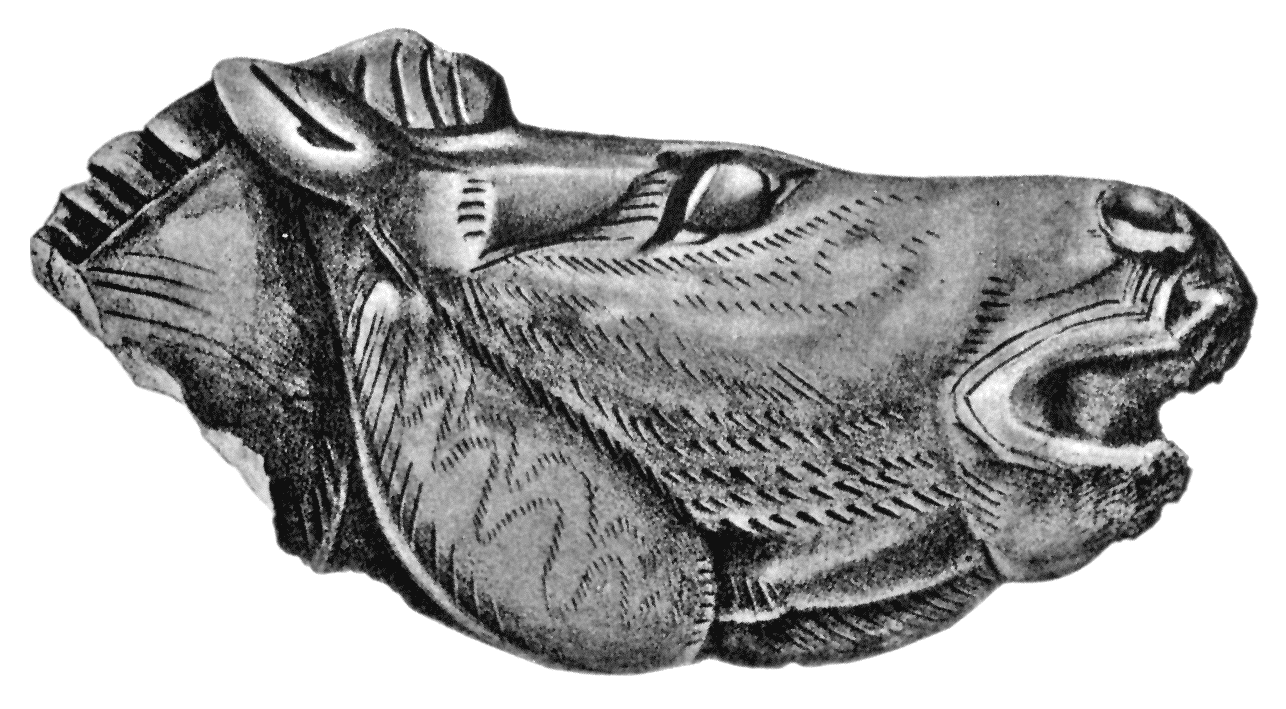
Ett av Piettes fynd från Mas-d'Azil.